# Ausbau Brandmoor
Ausbau Brandmoor, auch lediglich Brandmoor genannt, war ein Wohnplatz im Gebiet der preußischen Provinz Pommern. 
Der Wohnplatz wurde bei der Aufsiedlung des Rittergutes von Brückenkrug Ende des 19. Jahrhunderts über 1 Kilometer südwestlich von Brückenkrug entfernt angelegt. Er bestand aus zwei Höfen und zählte (Stand 1905) 22 Einwohner. Er gehörte zunächst zum Gutsbezirk Brückenkrug und wurde mit dessen Auflösung im Jahre 1906 in die Gemeinde Reselkow eingegliedert. Auf dem amtlichen Messtischblatt war der Wohnplatz als „Brandmoor“ verzeichnet.
Bis 1945 bildete Ausbau Brandmoor einen Wohnplatz in der Gemeinde Reselkow und gehörte mit dieser zum Kreis Kolberg-Körlin in der preußischen Provinz Pommern. Nach 1945 kam Ausbau Brandmoor, wie ganz Hinterpommern, an Polen. Heute liegt die Stelle im Gebiet der polnischen Gmina Rymań (Landgemeinde Roman); die heutige Bebauung an dieser Stelle hat in polnischer Sprache keinen besonderen Ortsnamen. 